# Johnny Adams
Pour les articles homonymes, voir Adams.
Johnny Adams (Laten John Adams, 5 janvier 1932 - 14 septembre 1998) est un chanteur de blues américain de La Nouvelle-Orléans en Louisiane.

## Biographie
Adams est connu comme "Le canari ocre" ("The Tan Canary" en anglais) à cause de son impressionnante maitrise vocale et de son style influencé par le Gospel. Il commence sa carrière en chantant du Gospel, mais se dirigea en 1959 vers un style musique plus commerciales et populaire en enregistrant "I Won't Cry" qui sera un immense succès. Ce titre fut suivi par d'autres, dont "Release Me" et "Reconsider Me", qui ne connurent qu'un succès limité.
Dans les années 1980 et 90, Adams enregistre de nombreux albums à succès pour le label Rounder Records.
Il mourut à Bâton-Rouge en Louisiane en 1998, après un long combat contre son cancer de l'estomac.